# اخوة الاي

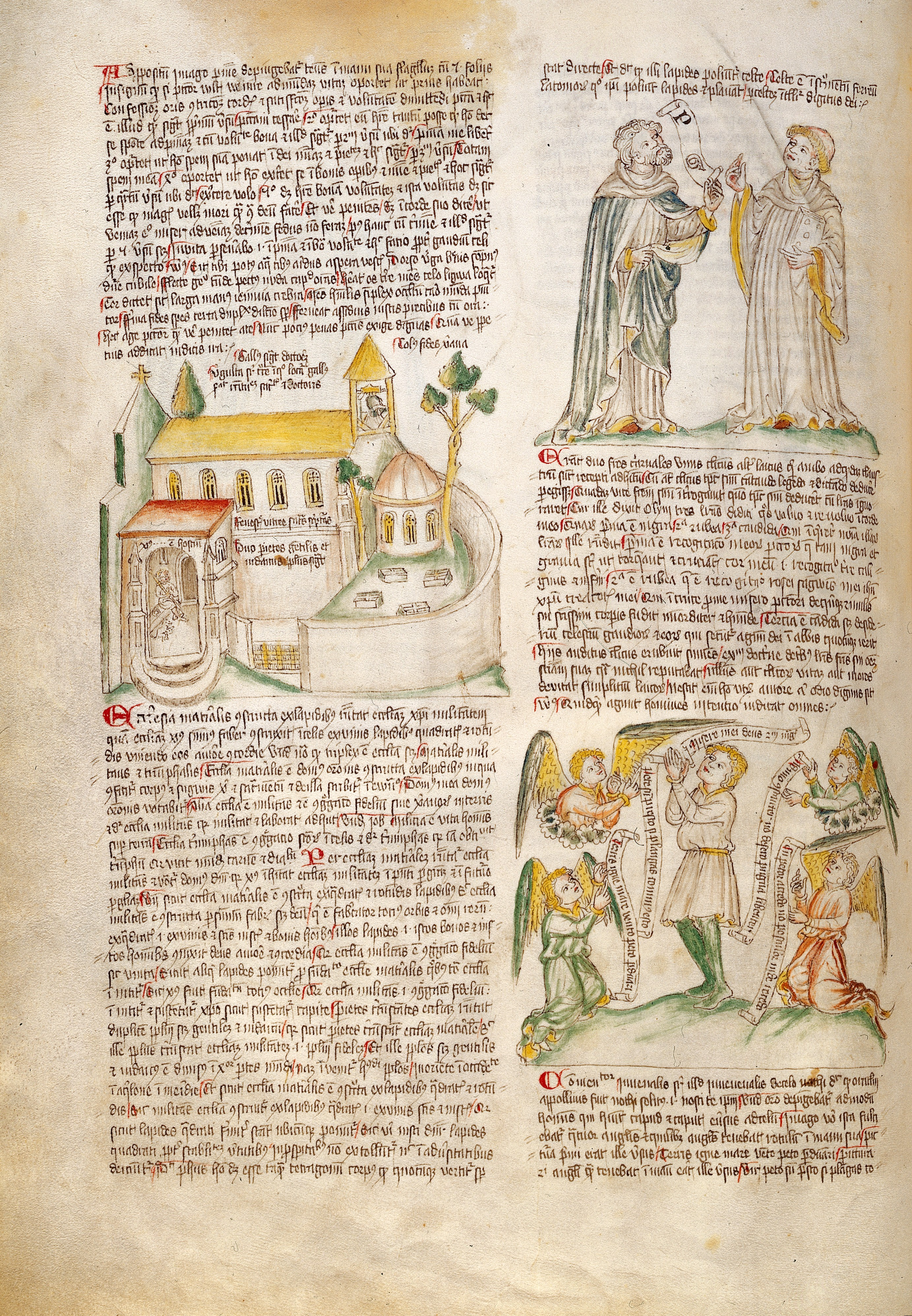
رسالة في الكنيسة. كنيسة بها برج جرس ونوافذ عالية، يمكن رؤية المسيح جالسًا مع كلب صغير في المدخل. - راهب منغم في كوكولا مع أخ علماني. - رجل قائم يصلي ومحاط بأربعة ملائكة من الأرشيف والمخطوطات الكلمات المفتاحية: نهاية العالم؛ العصور الوسطى. العصور الوسطى

الأخ العلماني هو عضو في نظام ديني ، لا سيما في الكنيسة الكاثوليكية والكنيسة الأرثوذكسية الشرقية ، والذي يؤدي دورًا يركز على الخدمة اليدوية والمسائل العلمانية ، ويتميز عن راهب أو راهب جوقة يتمثل دوره الأساسي في الصلاة في الجوقة . في المعاهد الدينية النسائية ، الدور المكافئ هو الأخت العلمانية . في المعاهد الدينية الذكورية ، يتم تمييز الأخوة العلمانيين أيضًا عن الجوقة الدينية من حيث أنهم لا يتلقون أوامر مقدسة وبالتالي فهم ليسوا رجال دين . تم إنشاء أدوار الأخ غير العلماني والأخوات العلمانيات في الأصل للسماح لأولئك الذين كانوا مهرة في حرف معينة أو لم يكن لديهم التعليم المطلوب للدراسة من أجل الكهنوتات المقدسة للمشاركة والمساهمة في حياة نظام ديني.

## تاريخ
في الرهبنة الغربية المبكرة ، لم يكن هناك تمييز بين العلماني والجوقة الدينية. لم يكن غالبية رهبان القديس بنديكتوس من رجال الدين ، وكانوا جميعًا يؤدون عملاً يدويًا ، وكلمة محادثة تستخدم فقط للإشارة إلى أولئك الذين تلقوا هذه العادة في وقت متأخر من الحياة ، لتمييزهم عن الأوبلاتي والنوريتي . ولكن مع بداية القرن الحادي عشر ، ازداد الوقت المخصص للدراسة بشكل كبير ، وبالتالي كانت نسبة أكبر من الرهبان في الكهنوت ، على الرغم من أن أعدادًا كبيرة من الأميين اعتنقوا الحياة الدينية. في الوقت نفسه ، وجد أنه من الضروري تنظيم وضع فامولي ، وخدم الدير المستأجرين ، وإدراج بعض هؤلاء في الأسرة الرهبانية. لذلك تم تأسيس الأخوة العلمانيين في إيطاليا . ونجد محاولات مماثلة للتنظيم في دير القديس بينينوس في ديجون ، تحت قيادة ويليام ديجون ( ت 1031 ) وريتشارد أوف فردان (ت. حكم خاص للأخوة بارباتي و الخارج . 
في Cluny Abbey ، تم إنزال العمل اليدوي في الغالب إلى الخدم المأجورين ، لكن Carthusians و Cistercians و Order of Grandmont ومعظم الطوائف الدينية اللاحقة امتلكوا الإخوة العلمانيين ، الذين التزموا برعايتهم العلمانية. على وجه الخصوص ، في Grandmont ، أدت السيطرة الكاملة على ممتلكات الأمر من قبل الأخوة العاديين إلى اضطرابات خطيرة ، وأخيراً إلى خراب النظام ؛ في حين أن اللوائح الأكثر حكمة للسيسترسيين قدمت ضد هذا الخطر وشكلت نموذجًا للأوامر اللاحقة. في إنجلترا ، استخدم البينديكتين الأخوة العاديين ولكن بشكل طفيف ، ووجدوا خدمة الحاضرين بأجر أكثر ملاءمة. ومع ذلك ، فهي مذكورة في عادات دير القديس أوغسطين في كانتربري ودير القديس بطرس في وستمنستر . 
في عام 1965 ، أصدر المجمع الفاتيكاني الثاني وثيقة Perfectae Caritatis التي دعت جميع المؤسسات الدينية إلى إعادة فحص وتجديد موهبتها. كجزء من الإصلاحات والتجارب اللاحقة ، تم إلغاء أو تخفيف العديد من الفروق بين الدين العام والجوقة الدينية من حيث الملبس والنظام الروحي. في العديد من المعاهد الدينية ، يرتدي العلمانيون والجوقة الدينية نفس العادة.
الاخوة العلمانيين موجودون في العديد من الجماعات الدينية. إنهم ينتمون إلى الطبقة العاملة ، فهم أناس مخلصون ومجتهدون ، ورغم أنهم غير قادرين على الحصول على التعليم المطلوب لتلقي الأوامر المقدسة ، إلا أنهم ما زالوا ينجذبون إلى الحياة الدينية وقادرون على المساهمة في النظام من خلال مهاراتهم. البعض على دراية جيدة بالحرفية الفنية ، في حين أن البعض الآخر مسؤول عن الأصول المادية للنظام. كان الإخوة العلمانيون للسيسترسيين على وجه الخصوص يجيدون الزراعة وكانوا معروفين بزراعة الأراضي الزراعية الخصبة
تميز الأخوان لاي أحيانًا عن إخوانهم ببعض الاختلافات المعتادة: على سبيل المثال ، اعتاد الأخوان السيسترسيون العاديون على ارتداء سترات بنية بدلاً من الأبيض ، مع أكتاف سوداء ؛ في الجوقة ، كانوا يرتدون عباءة كبيرة بدلاً من قبعة ؛ كان إخوة فالنبروسان يرتدون قبعة بدلاً من غطاء محرك السيارة ، وكانت عاداتهم أقصر ؛ وارتدى الأخوة البينديكتين في إنجلترا قبعة ليست على شكل قبعة راهب جوقة ، ولا طربوش. يرتدي الأخ الدومينيكي العلماني الأسود وليس الأبيض فوق كتفي. في بعض الأوامر ، طُلب منهم تلاوة المكتب الصغير للسيدة العذراء يوميًا ، لكن عملهم في الحقول (وحتى بعيدًا عن الكنيسة) منعهم من المشاركة في الليتورجيا كل ساعة. بدلاً من ذلك ، يصلي الأخوة العاديون من أجل باتيلس وآيفز وجلورياس

### الأخوات الاي
تم العثور على الأخوات العلمانيات في معظم رتب النساء ، وأصلهن ، مثل الأخوة العلمانيون ، يكمن في ضرورة توفير المزيد من الوقت للراهبات الجوقة للمكتب والدراسة ، وكذلك خلق الفرصة للأميّين لينضمّوا إلى الحياة الدّينيّة. هم أيضًا كانوا يرتدون عادة مختلفة عن تلك الخاصة بأخوات الكورال ، وكانت صلواتهم اليومية المطلوبة تتكون من صلوات مثل المكتب الصغير أو عدد معين من الرعاة. 
. يبدو أن نظام الأخوة العلماني ظهر في وقت أبكر من نظام الأخوة العلماني ، كما سجله القديس دينيس لأول مرة في سيرة القديس في القرن التاسع. في أوائل العصور الوسطى ، كانت هناك إشارات إلى الأخوة العلمانيين المرتبطين بأديرة النساء والأخوات العلمانيات إلى الأديرة. في كلا التكوينين ، يتم الفصل بين الجنسين بشكل صارم وإسكانهم في مبانٍ منفصلة. لكن هذا الترتيب تم إلغاؤه منذ فترة طويلة